# Équipe d'Autriche féminine de hockey sur gazon
Maillots
L'Équipe d'Autriche féminine de hockey sur gazon représente l'Autriche dans les compétitions internationales féminines de hockey sur gazon et est contrôlée par l'Association autrichienne de hockey. Elle est affiliée à la Fédération internationale de hockey et à la Fédération européenne de hockey.
L'Autriche a participé aux Jeux olympiques en 1980 à Moscou en terminant 5e.

## Histoire dans les tournois

### Jeux olympiques
- 1980 - 5e place

### Championnat d'Europe
- 1984 - 11e place
- 1987 - 12e place
- 1991 - 11e place

### Championnat II d'Europe
- 2007 - 8e place
- 2013 - 5e place
- 2015 - 7e place
- 2017 - 7e place
- 2019 - 4e place
- 2021 - 7e place

### Championnat III d'Europe
- 2005 -
- 2009 -
- 2011 -

### Ligue mondiale
- 2012-2013 - 24e place
- 2014-2015 - 28e place
- 2016-2017 - 1er tour

### Hockey Series
- 2018-2019 - Open